# Балулу
Балулу (шум. 𒁀𒇻𒇻) — царь (лугаль) шумерского города-государства Ур в Древней Месопотамии, правил в XXV веке до н. э.
Возможно, сын Элили и брат Эн-Шакушаны. Балулу, как и его предшественник Элили, носит аккадское имя, в отличие от более ранних царей I династии Ура, носивших шумерские имена. «Шумерский царский список» утверждает, что Балулу был лугалем в Уре, хотя никаких памятников от времени правления Балулу не сохранилось. Вероятно, если он и был лугалем Ура, то правил недолго.
Тем не менее, согласно «Шумерскому царскому списку», он правил 36 лет.
| I династия Ура        |                           |             |
| Предшественник: Элили | царь Ура XXV век до н. э. | Преемник: — |